# Краснохвостый сарыч
Краснохво́стый сары́ч (лат. Buteo jamaicensis) — хищная птица из семейства ястребиных.

## Описание
Краснохвостый сарыч длиной от 45 до 58 см, размах крыльев составляет от 107 до 141 см. Самцы меньше, чем самки. Крылья широкие, закруглённые, клюв значительно сильнее, чем у мохноногого канюка. Окраска оперения очень изменчива. В ареале различают 14 подвидов, которые частично имеют различные цветовые морфы.

## Распространение
Краснохвостый сарыч широко распространён в Северной и Центральной Америке. Предпочитает леса, граничащие с открытыми ландшафтами, прерии с древесными растениями, а также пустыни.

## Питание
Питается мелкими грызунами, а также мелкими птицами, рептилиями и амфибиями.

## Подвиды
Международный союз орнитологов выделяет 12 подвидов:
- B. j. alascensis — побережье юго-восточной Аляски, от Британской Колумбии и Вашингтона. Зимует на юго-западе США.
- B. j. harlani гнездится в западной и центральнойАляске, а также в Канаде в Юконе и на севере Британской Колумбии. Зимует на юге США. Характерный рисунок и цвет хвоста отсутствует.
- B. j. calurus — запад Северной Америки от Альберты до юга от Аризоны до Нью-Мехико. Тёмная и рыже-бурая морфа.
- B. j. borealis — восток северной Америки до Великих Равнин, на юге до побережья мексиканского залива. Зимует на юге до юга Мексики.
- B. j. suttoni — на юге полуострова Калифорния.
- B. j. fuertesi обитает на юго-западе США, от Южной Каролины через Техас до юга северо-западной Мексики.
- B. j. fumosus обитает на островах Марии западнее Центральной Мексики.
- B. j. hadropus обитает на высокогорье юга Мексики (от Халиско южнее до штата Оахака).
- B. j. kemsiesi встречается на высокогорье юга Мексики и на юг до севера Никарагуа.
- B. j. costaricensis — на высокогорье Коста-Рики и запада Панамы.
- B. j. umbrinus обитает на юге Флориды и на Багамах.
- B. j. jamaicensis — номинативный вид, встречается на Ямайке, Гаити, Пуэрто-Рико и на севере Антильских островов.